# Nhà máy Z189
Nhà máy Z189, hay còn được biết đến dưới tên dân sự là Công ty TNHH Một thành viên 189 hay Công ty đóng tàu 189, là một doanh nghiệp nhà nước chuyên về lĩnh vực đóng tàu hoạt động tại Việt Nam, là một bộ phận của Tổng cục Công nghiệp Quốc Phòng và thuộc quyền sở hữu của Bộ Quốc phòng Việt Nam.
Xưởng đóng tàu lần đầu được thành lập vào năm 1989 tại quận Hải An, Hải Phòng.

## Lịch sử hình thành
Vào tháng 1 năm 1989, nhà máy Z189 được thành lập với tiền thân là Xưởng 10B, và là một bộ phận của phòng Công binh, Quân khu 3. Ban đầu, chức năng và nhiệm vụ của xưởng gồm đóng mới và sửa chữa tàu thuyền, thực hiện bảo dưỡng và đại tu các phương tiện xây dựng, quản lí cả hoạt động khai thác khoáng sản, sản xuất và buôn bán nguyên vật liệu cơ khí.
Đến cuối năm 2003, với những yêu cầu của nhiệm vụ mới, Bộ Quốc phòng quyết đinh chuyển giao Công ty 189 thuộc Quân khu 3 về với sự quản lí của Tổng cục Công nghiệp Quốc Phòng. Vào tháng 4 năm 2006, công ty được tái cấu trúc lại thành đơn vị quốc phòng - kinh tế, và được nhận phiên hiệu quân sự dưới cái tên Nhà máy Z189.

## Một số tàu đã đóng

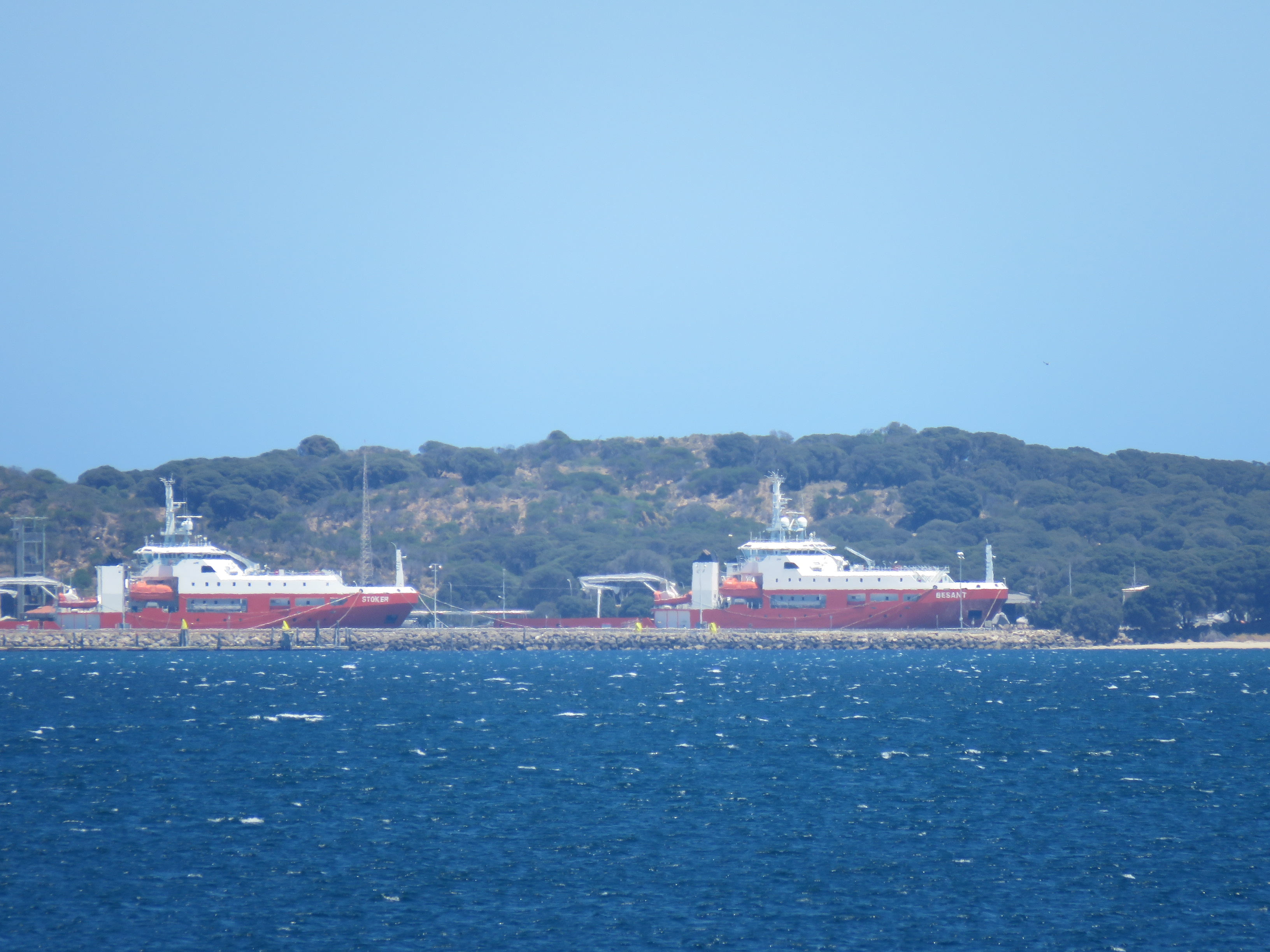
Hai tàu MV Stoker và MV Besant, neo đậu tại đảo Garden

- Tàu cứu hộ Damen 9316- lớp tàu cứu hộ tàu ngầm
  - Yết Kiêu (HQ-927)[4][5]
  - MV Stoker[6]
  - MV Besant[7]
- Tàu vận tải HQ-571[8]
- Lớp tàu tuần tra xa bờ DN2000 cho Cảnh sát biển Việt Nam[9]
  - CSB-8001
  - CSB-8004[10]
- Tàu bệnh viện HQ-561[11]
- Tàu cứu hộ SAR-631[12]

Ngoài chức năng đóng tàu, nhà máy còn sản xuất các kết cấu thân vỏ và thực hiện lắp ráp hoàn chỉnh các xe bọc thép cho Quân đội nhân dân Việt Nam, chẳng hạn như XCB-01, PTH-01, cũng như các ống phóng tên lửa cho hệ thống VCM-01.